# 伊予鉄道3000系電車
伊予鉄道3000系電車（いよてつどう3000けいでんしゃ）は、伊予鉄道の鉄道線用通勤形電車。2009年（平成21年）8月24日より営業運転が開始された。

## 導入の背景
製造から40年以上が経過し、老朽化が進んだ800系電車および700系電車の一部を置き換えるために、京王電鉄井の頭線で運行されていた3000系電車を購入し、京王重機整備にて下回りを中心に改造の上、導入した。
京王3000系のうち、軽量車体で車齢が比較的若く、京王時代にリニューアル工事を受けた第20 - 29編成のうちクハ3700形 (3720 - 3729)  (Tc1)  - デハ3000形 (3020 - 3029)  (M1)  - クハ3750形 (3770 - 3779)  (Tc2) で、2009年度（平成21年度）と2010年度（平成22年度）にそれぞれ12両、2011年度（平成23年度）に6両の計30両が導入された。この導入によって郊外線の車両のうち約6割が更新された。
伊予鉄道郊外線の全線で使用され、本系列の導入により置き換えられた800系電車のうち4両が銚子電気鉄道へ再譲渡された。

## 車両概要
ステンレス製構体を用いる両開き3扉・18 m級車体であるが、前面に普通鋼製のカラーマスク部分がある。このマスク部分の塗装は京王時代には編成ごとに異なっていたが、伊予鉄道では導入当初、すべての編成でアイボリーの塗装が施された。側面窓下には在来車に準じた伊予鉄道のシンボルカラーである濃淡オレンジの帯を配したが、前面には在来車と違い帯はない。行先表示器は字幕式でローマ字を併記している。また、行先表示器の右側には「IYOTETSU」ロゴが表記されている。京王時代に列車種別を示していた標識灯は存置されているが通常は使用されず、三津浜花火大会の臨時列車を識別する場合などごく限られた場合にのみ使用されている。
なお、2012年（平成24年）9月14日に伊予鉄道が125周年を迎えたのに合わせて、3508編成（クハ3308 ＋ モハ3108 ＋ クハ3508）に記念ラッピングを施した「だんだん125（ワン・ツー・号）」が同年3月29日から2013年（平成25年）3月末まで運行された。
車内の座席は、京王時代と同様のロングシートで、優先座席（おもいやりゾーン）が設置されている。また、クハ3500形には車椅子スペースも設置されており、かつ冷房温度を28度に設定した弱冷房車となっている。中間車であるモハ3000形には貫通扉が設置され、各車両の乗降扉上部には車内案内表示装置が千鳥設置されている。ドアチャイムは装備されていない。
京王での制御方式は界磁チョッパ制御であったが、導入時にIGBT素子によるVVVFインバータ制御に改造された。伊予鉄道におけるVVVFインバータ制御車両は軌道線のモハ2100形に続くもので、鉄道線では初の導入となる。主制御器は定格1.7 kV/1200AのIGBTモジュール素子を使用した2レベル方式の東洋電機製造製RG6010-A-Mであり、主電動機はTDK-6333-A（出力120 kW、端子電圧550 V、電流162 A、周波数65 Hz、定格回転数1,920 rpm）である。空調装置は種車の三菱電機製集中式冷房装置、CU-711Bを活用している。補助電源装置は三菱電機NC-EBT120Aである。当形式の導入により、従来の2両編成よりも電力使用量を抑えつつ輸送力増強を両立させることができたとされている。
当形式も、2017年（平成29年）夏頃から新塗装化（橙一色化）が開始されたが、塗装はステンレス製の車体でありながらラッピングではなく塗装により行われた。また、車内案内表示装置の液晶式への更新、前面灯や車内灯のLEDへの換装も進められている。
なお、2025年（令和7年）2月より導入されている7000系による代替対象には、610系も合わせて含まれていない。

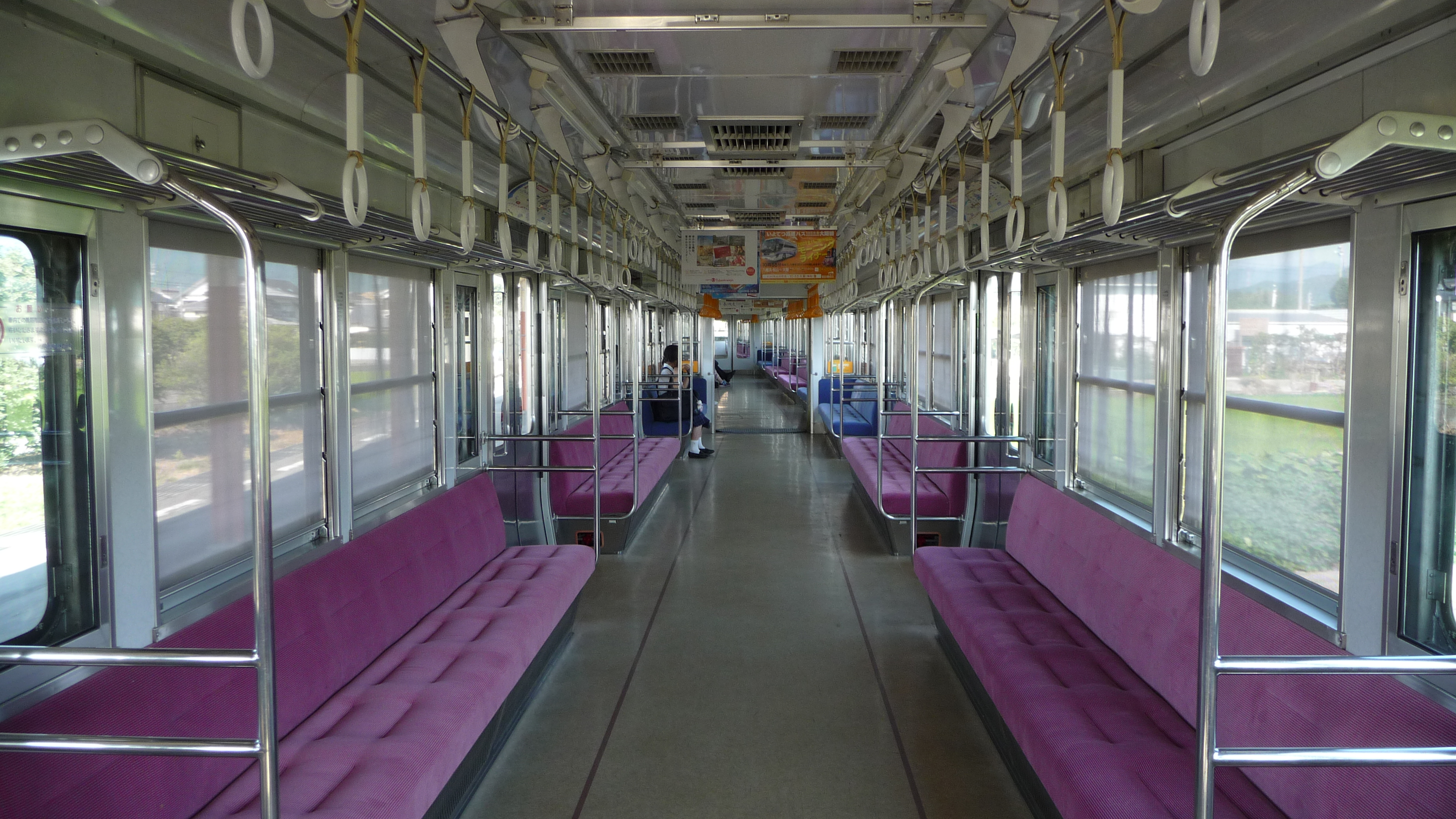
車内
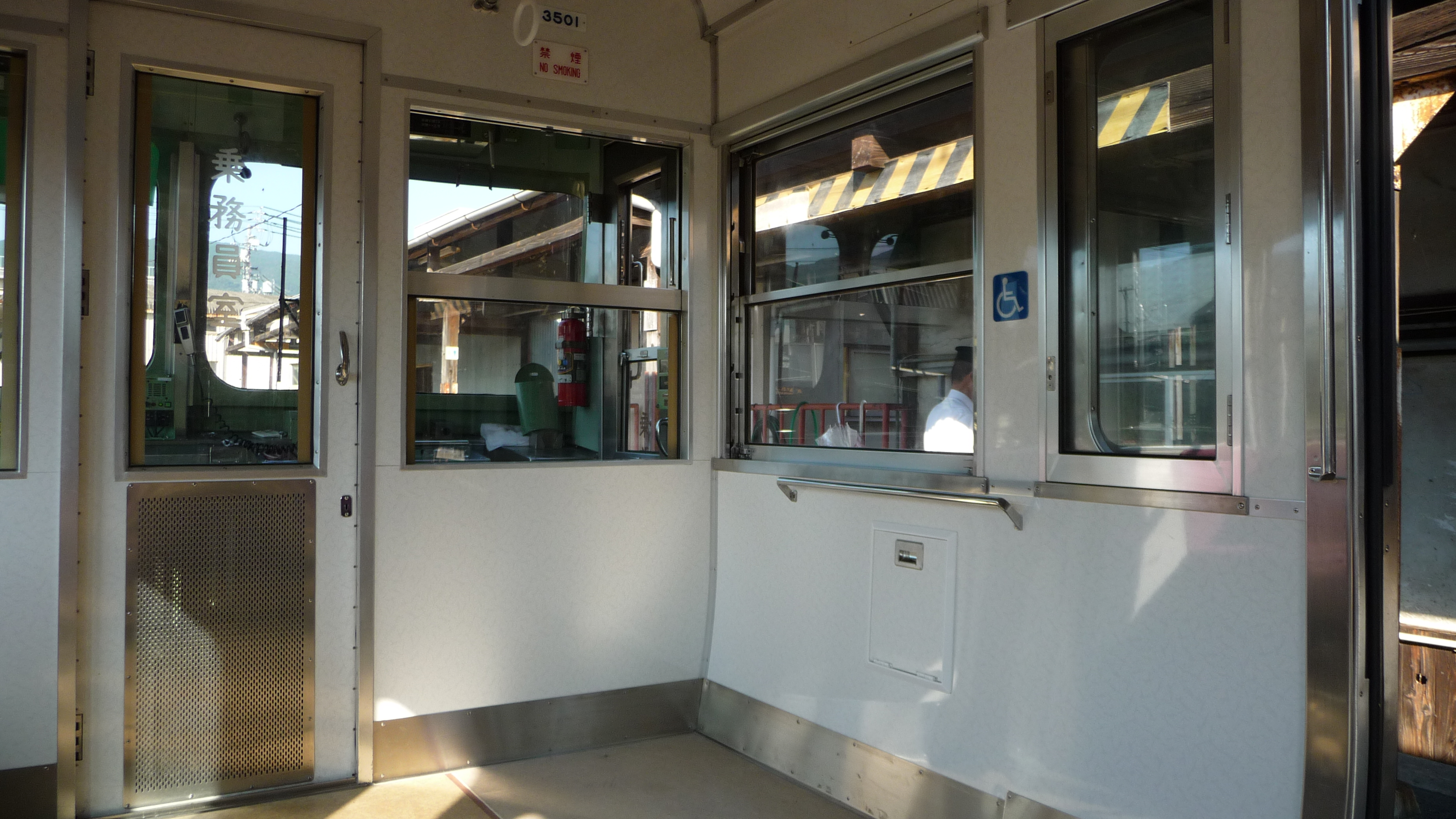
車椅子スペース
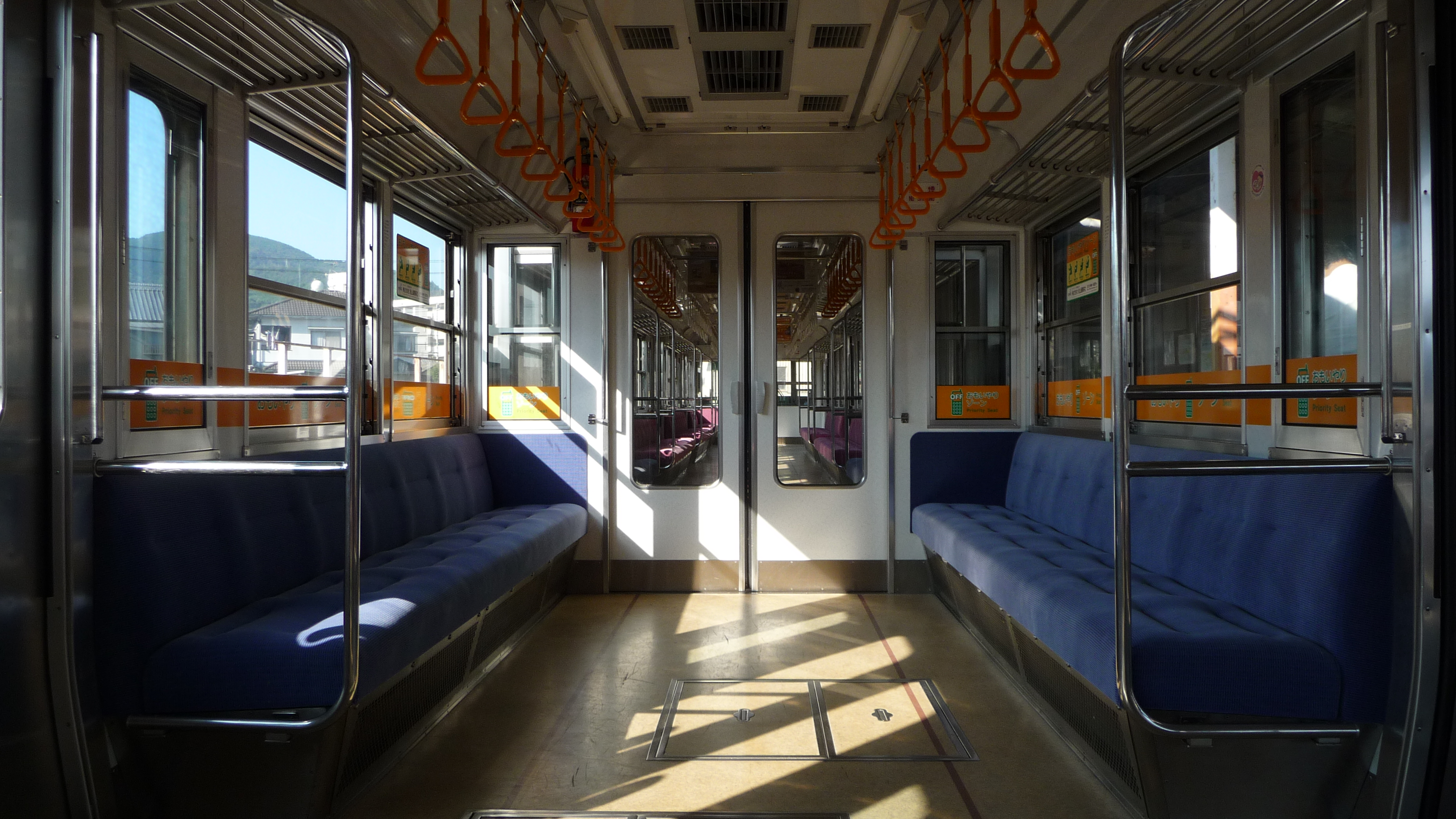
優先座席（おもいやりゾーン）
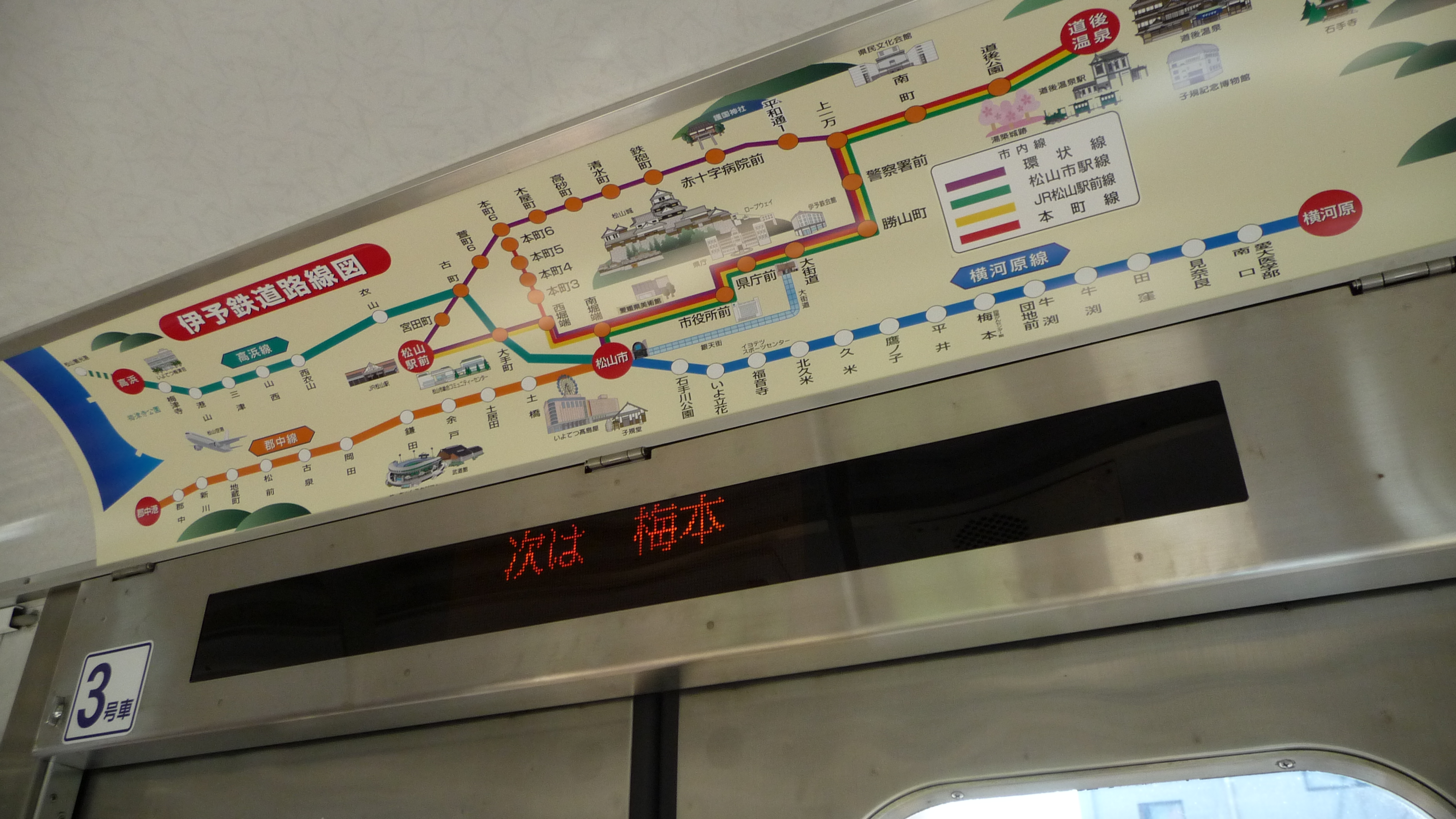
車内案内表示装置（液晶式への更新以前のもの）
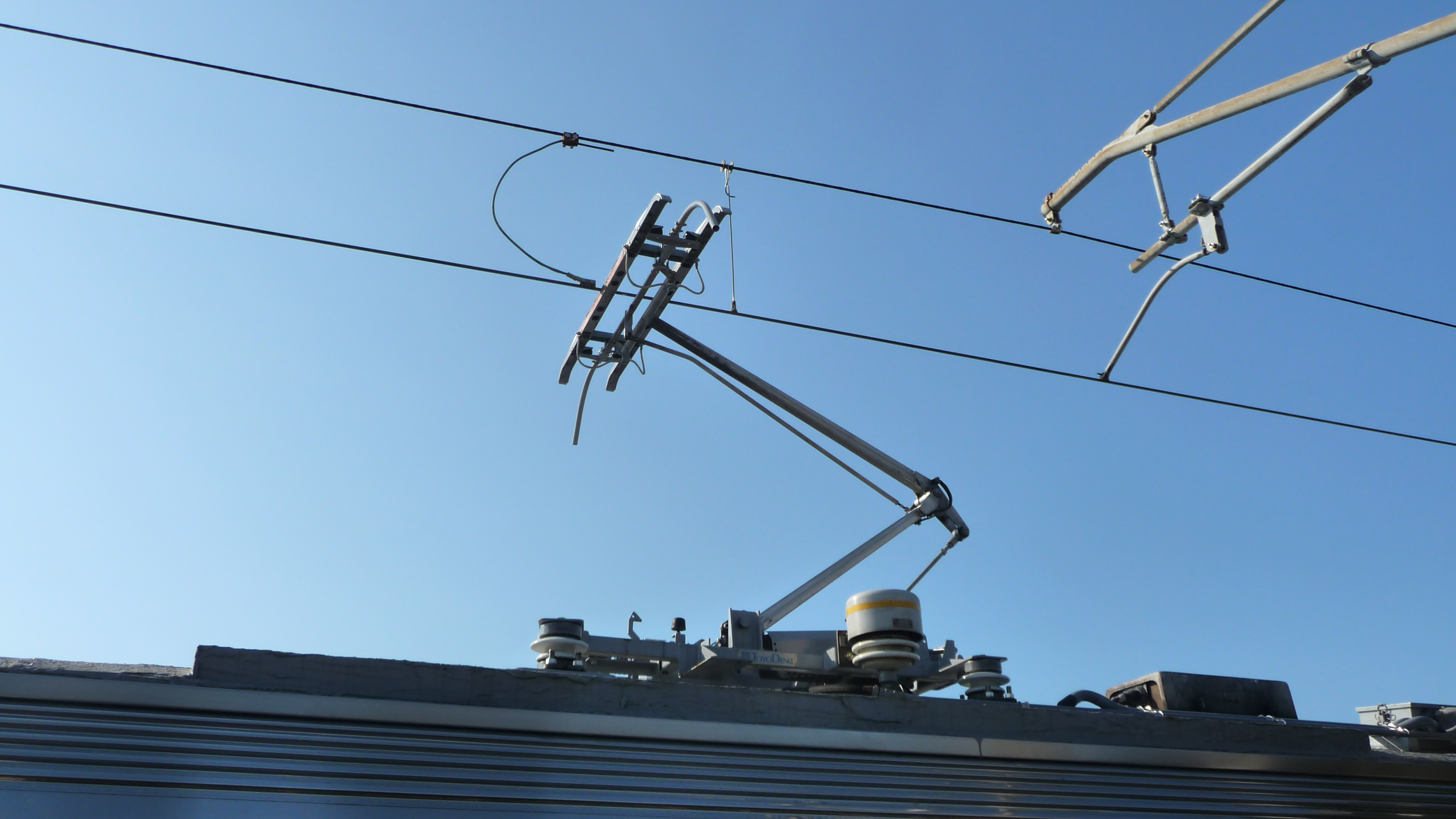
クハに新設されたパンタグラフ
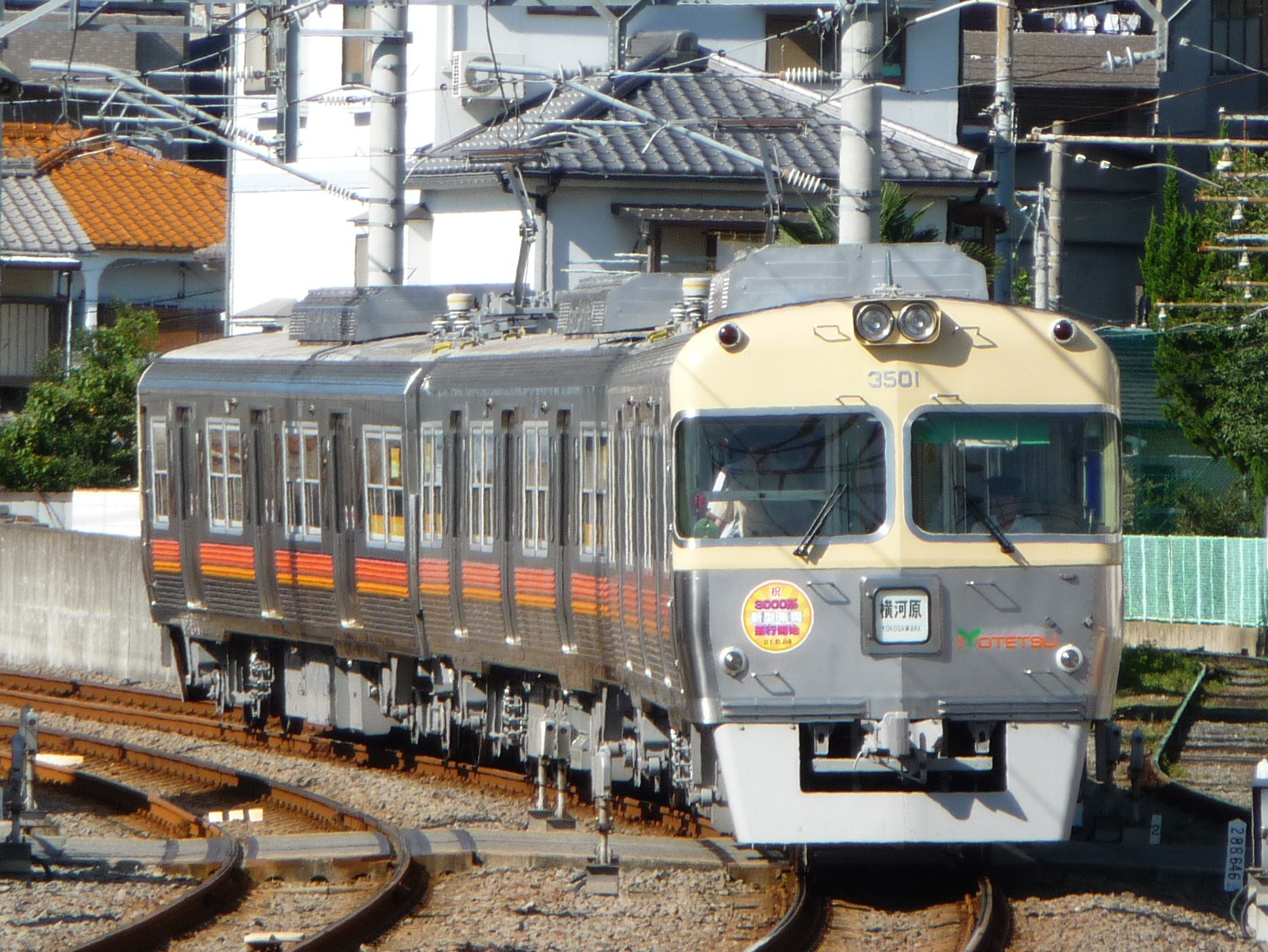
運行開始直後の3000系（2009年9月1日、衣山駅 - 古町駅間）
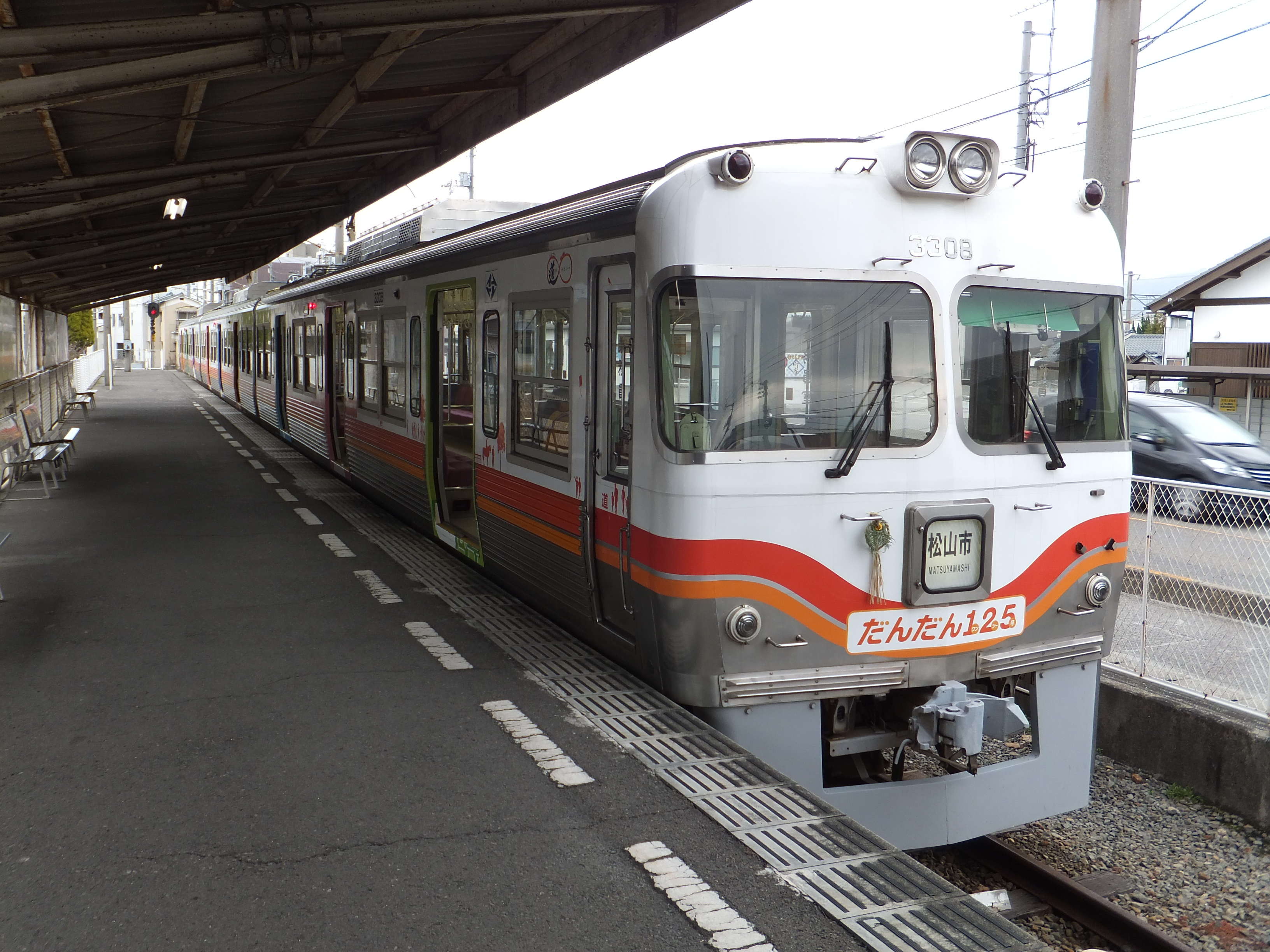
記念列車「だんだん125」（2013年1月2日、郡中港駅）
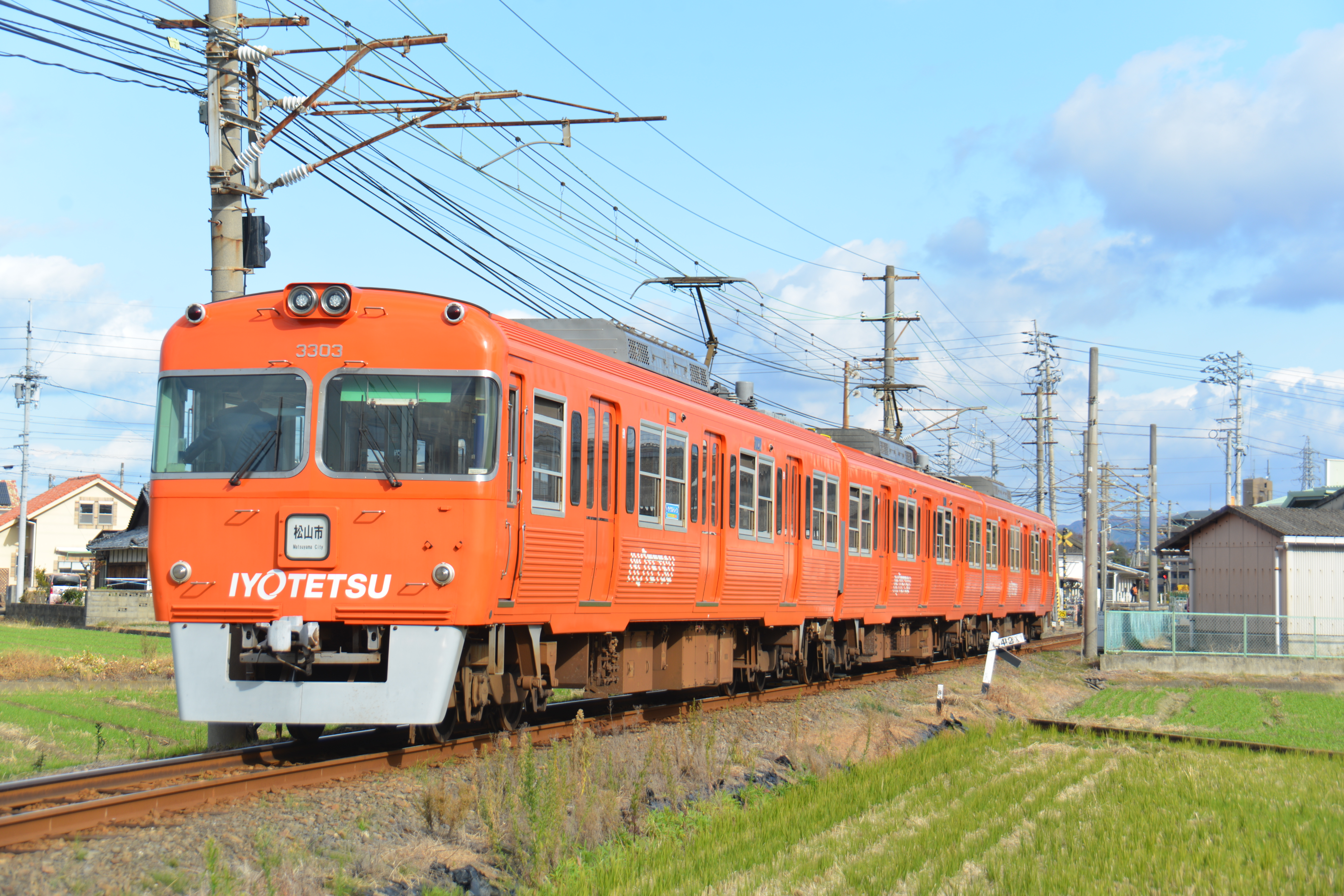
新塗装（2022年12月11日、岡田駅 - 古泉駅間）
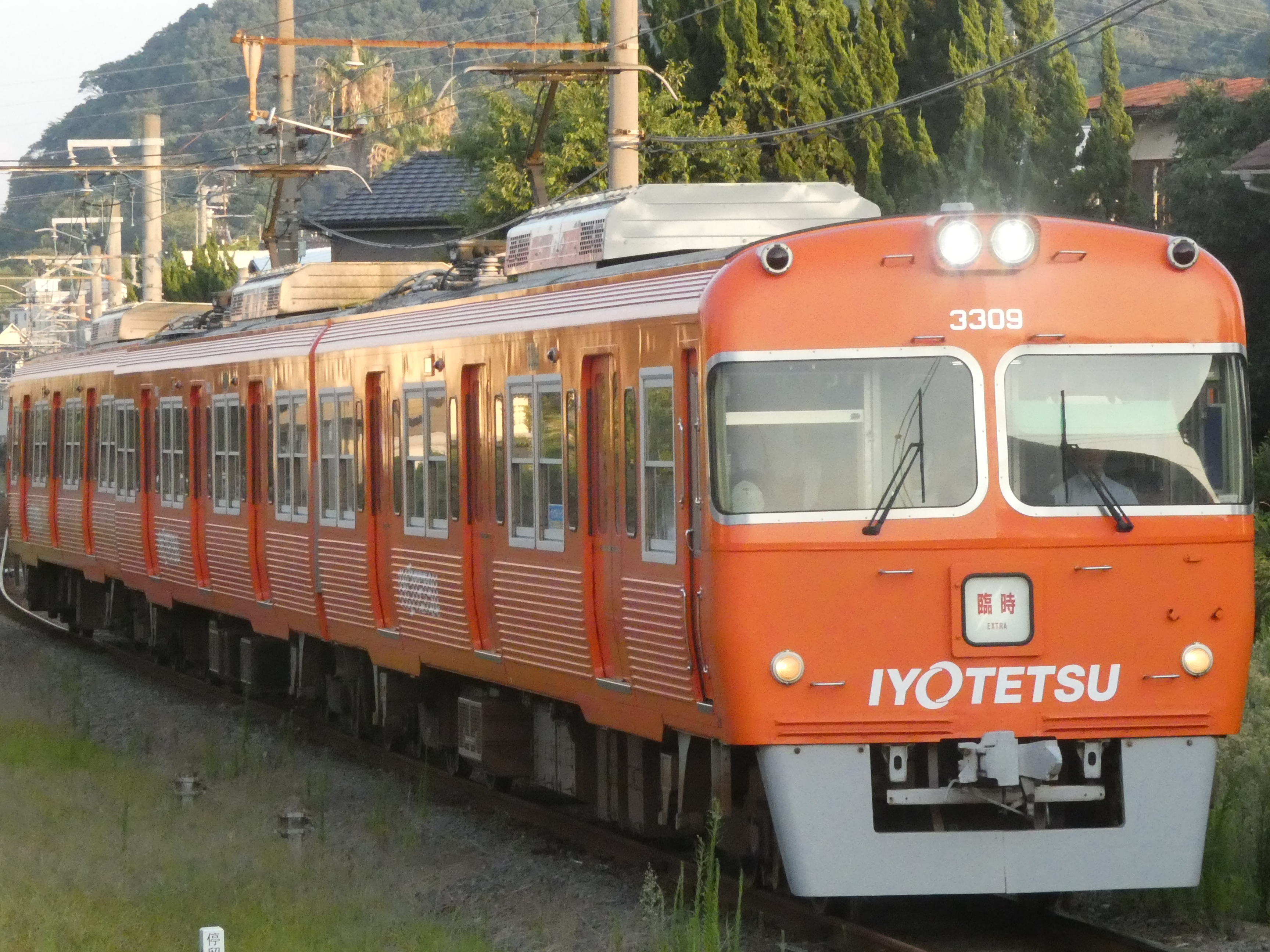
標識灯が点灯中の車両（2025年8月、山西駅）

前照灯換装前後の外見の変化
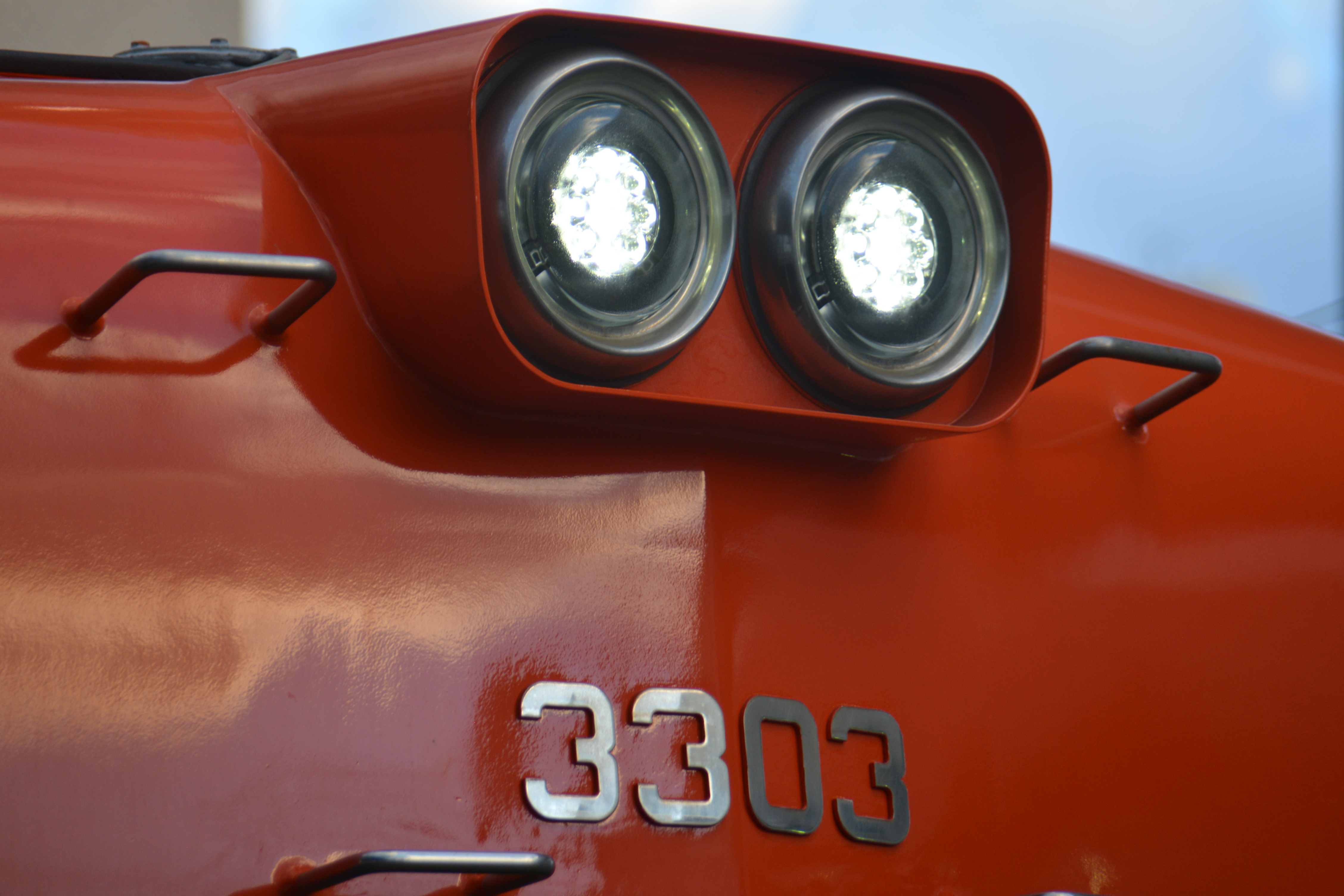
換装後（LED）3303編成
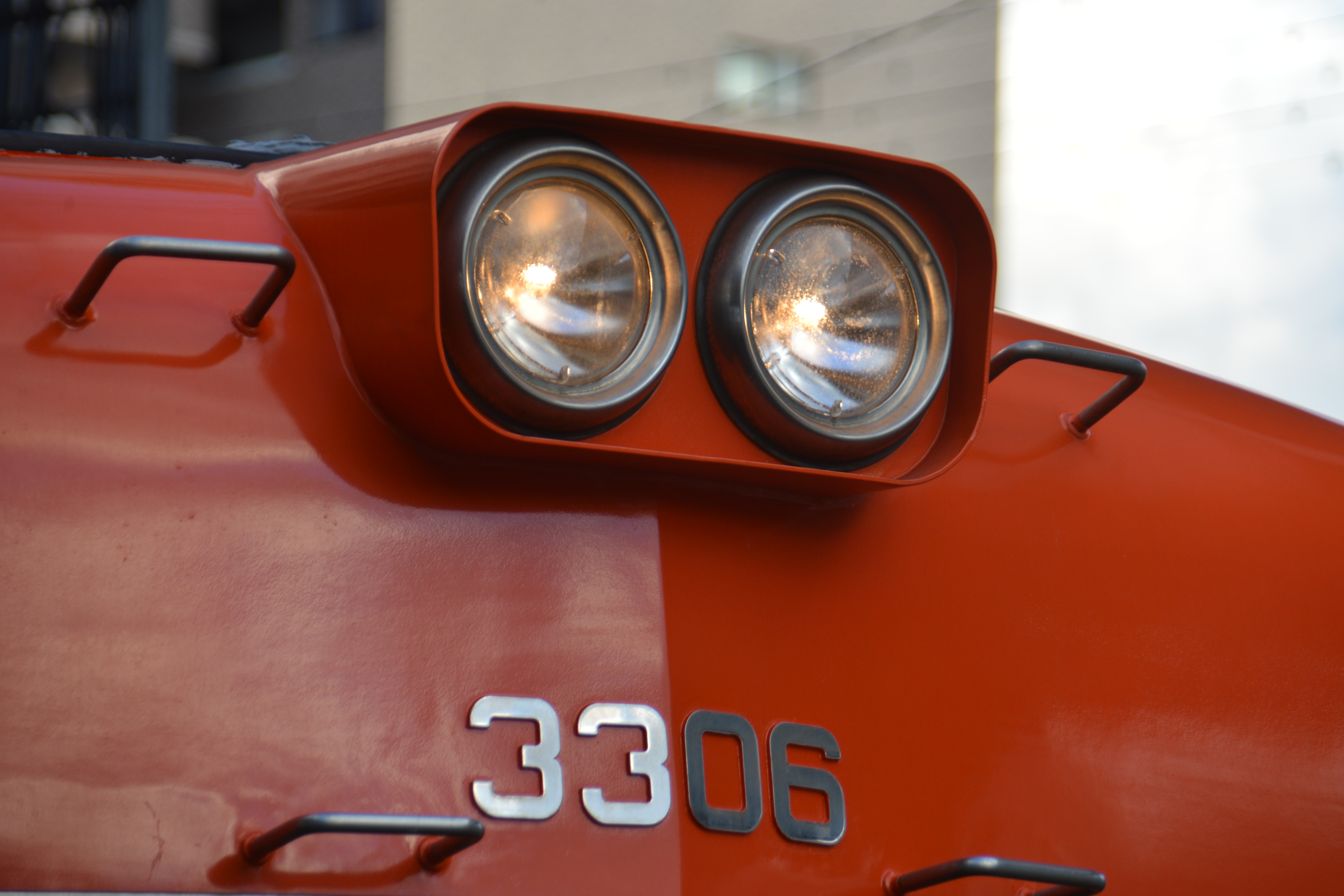
換装前（シールドビーム）3306編成

## 車両番号の変遷
| 伊予鉄道での車両番号 | 伊予鉄道での車両番号 | 伊予鉄道での車両番号 | 京王時代の車両番号 | 京王時代の車両番号 | 京王時代の車両番号 | 竣工日         |
| -------------------- | -------------------- | -------------------- | ------------------ | ------------------ | ------------------ | -------------- |
| クハ3301             | モハ3101             | クハ3501             | クハ3770           | デハ3020           | クハ3720           | 2009年8月24日  |
| クハ3302             | モハ3102             | クハ3502             | クハ3771           | デハ3021           | クハ3721           | 2009年8月24日  |
| クハ3303             | モハ3103             | クハ3503             | クハ3772           | デハ3022           | クハ3722           | 2009年12月12日 |
| クハ3304             | モハ3104             | クハ3504             | クハ3773           | デハ3023           | クハ3723           | 2009年12月12日 |
| クハ3305             | モハ3105             | クハ3505             | クハ3774           | デハ3024           | クハ3724           | 2010年4月1日   |
| クハ3306             | モハ3106             | クハ3506             | クハ3775           | デハ3025           | クハ3725           | 2010年4月1日   |
| クハ3307             | モハ3107             | クハ3507             | クハ3776           | デハ3026           | クハ3726           | 2011年5月4日   |
| クハ3308             | モハ3108             | クハ3508             | クハ3777           | デハ3027           | クハ3727           | 2011年5月4日   |
| クハ3309             | モハ3109             | クハ3509             | クハ3778           | デハ3028           | クハ3728           | 2012年3月20日  |
| クハ3310             | モハ3110             | クハ3510             | クハ3779           | デハ3029           | クハ3729           | 2012年3月20日  |

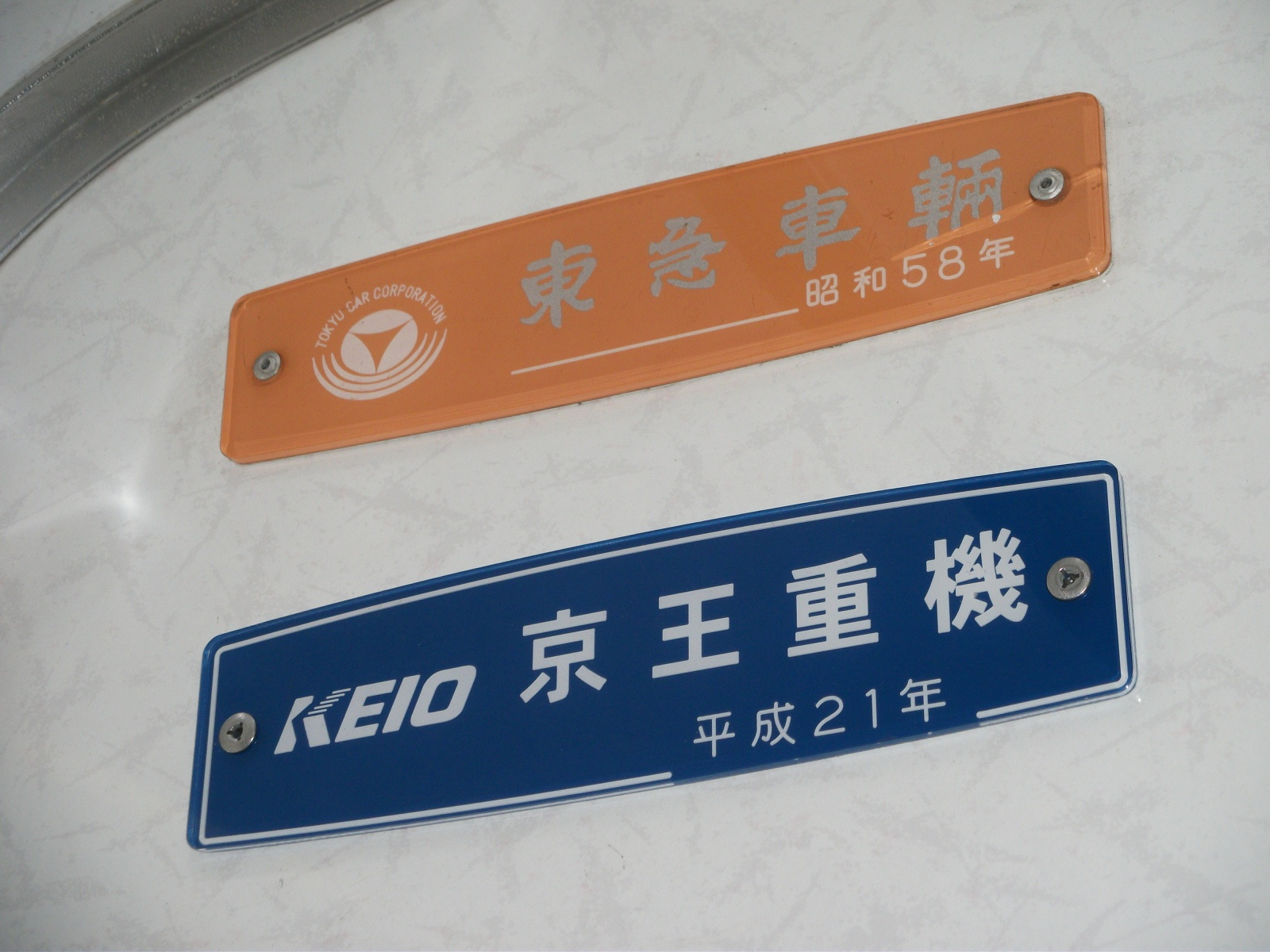
車内銘板（クハ3503）
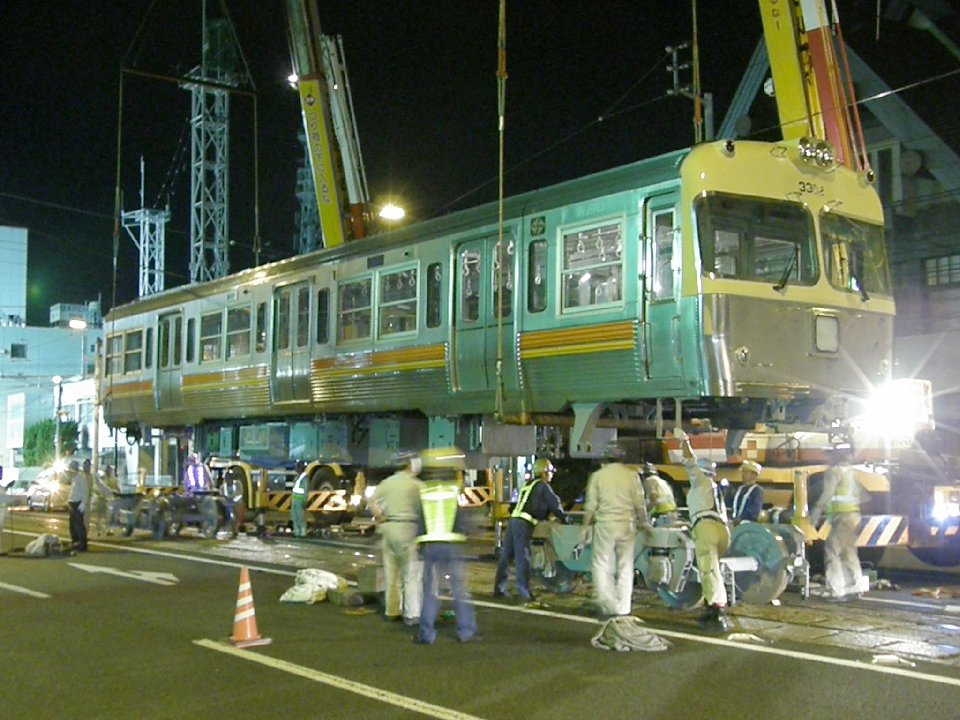
搬入される3000系（2009年6月30日、大手町線宮田町駅付近）